# Kristofer Lundström
Martin Kristofer Lundström, född 27 januari 1963 i Strängnäs stadsförsamling i Södermanland, är en svensk journalist och programledare.
Lundström, som är prästson, är uppvuxen i Örebro. Han utbildade sig till journalist på Södra Vätterbygdens folkhögskola.
Han var chef för Godmorgon, världen! i Sveriges Radio innan han kom till SVT när Kulturnyheterna startade i januari 2001. Han arbetade även med kulturmagasinet Kobra mellan 2002 och 2017. Hösten 2004 blev han en av fyra programledare för kulturprogrammet K2. Lundström vikarierade som nyhetsankare på Aktuellt somrarna 2006 och 2007. Han var en av programledarna för SVT:s direktsändningar av Nobelfesten under åren 2002–2003 och 2008–2011.
Lundström har två barn och är morbror till Johanna och Klara Söderberg i First Aid Kit.